# Sabra (comics)
Pour les articles homonymes, voir Sabra.
Sabra est une super-héroïne appartenant à l'univers Marvel de la maison d'édition américaine Marvel Comics. Créé par le scénariste Bill Mantlo et le dessinateur Sal Buscema, le personnage de fiction apparaît pour la première fois dans le comic book Incredible Hulk vol.1 #250 d'août 1980. Sabra est une mutante israélienne juive. Sa véritable identité est Ruth Bat-Seraph. En hébreu, bat signifie fille et seraph signifie ange. Son nom se traduit par « fille de l'ange ».

## Développement

### Concept et création
Belinda Glass, une chanteuse et la première femme d'un auteur chez Marvel Mark Gruenwald, est venue avec l'idée et le concept du personnage. « Sabra » désigne les populations juives nées avant 1948 dans le territoire de la Palestine sous mandat britannique et leurs descendants dans la population israélienne. Par extension, cela désigne tous les Juifs nés sur la Terre d'Israël. Le terme fait référence à une plante nommée Opuntia, ou encore cactus à raquette : dure à l'extérieur mais tendre et doux à l'intérieur.

### Historique de publication
Sabra apparait pour la première fois dans Incredible Hulk #256 (Février 1981), créer par l'auteur Bill Mantlo et l'artiste Sal Buscema,. Elle apparait dans les années 90 dans la série New Warriors, de Evan Skolnick et Patrick Zircher. Elle apparait en 2009 dans Astonishing Tales: Sabra, son premier one-shot solo, par Matt Yocum. Sa dernière apparition connue date de 2012 dans l'événement « Ends of the Earth » par Dan Slott

## Biographie du personnage

### Agent du Mossad
Ruth Bat-Seraph est une mutante israélienne juive,. Durant son enfance lorsque ses pouvoirs se manifestent, elle est emmenée puis élevée dans un kibboutz gouvernemental d'Israël. Une fois adulte, la jeune femme devient le premier super-agent du Mossad, agence des services secrets israéliens. Lorsque son fils est tué par des terroristes, elle désobéit pour ramener les coupables devant la justice.
Elle affronte à une occasion Hulk. Elle combat les terroristes du groupe Israeli's for Anarchy avec à leur tête Windstorm,.

### Rencontre avec les New Warriors
Lors de pourparlers de paix entre Israël et la Syrie aux Nations unies, Ruth Bat-Seraph accompagne sa délégation menée par le premier ministre israélien Yitzhak Rabin. Des terroristes les attaquent dans New York. Sabra les combat avec l'aide du groupe de super-héros américains New Warriors. Ils arrivent finalement ensemble au lieu des négociations où Sabra reconnaît le super-héros syrien Batal. Une tension règne entre les deux. Une force inconnue prend le contrôle mental de Sabra qui attaque Batal et lui brise le cou. Le syrien n'a pas de nerf atteint et survit à l'attaque. Un membre des New Warriors, Vance Astrovik alias Justice, a des origines juives. Il rompt le contrôle mental de Sabra en récitant le Kaddish des endeuillés, Kaddish Yehe Shelama Rabba, prière traditionnelle en l'honneur des défunts. Ruth Bat-Seraph accepte de retourner en Israël menottée pour passer un interrogatoire afin de déterminer si elle était vraiment contrôlée,,.

### Alliée des X-Men
On la revoit plus tard au cœur de l'Opération Tolérance Zéro, où elle offre son soutien aux X-Men. Elle rejoint la vision du Professeur Xavier, quand elle intègre la X-Corporation basée à Paris.

### Loi de recensement américaine
Lors des événements de Civil War, Sabra travaille avec Bishop et Micromax pour capturer des mutants qui refusent la loi de recensement,. Lors de l'invasion Skrull, elle lutte contre les envahisseurs dans son pays,.

### Attaques terroristes à Londres
Après que le service de la sûreté britannique, plus connu sous l'acronyme MI5, apprend qu'un groupe terroriste nommé Radically Advanced Ideas in Destruction (RAID) menace Londres, le gouvernement britannique demande à leurs alliés de leur venir en aide. Ruth Bat-Seraph du Mossad rejoint une équipe formé du super-héros britannique Joe Chapman alias Union Jack ainsi que Navid Hashim alias Arabian Knight, qui représente l'Arabie Saoudite, et la comtesse Valentina De Fontaine, célèbre espionne de l'organisation américaine SHIELD,,,,,. Le groupe terroriste a engagé des super-vilains comme Jackson Day alias le Corrupteur,.

### Aventures avec les X-Men
Ruth Bat-Seraph assiste au mariage de la mutante Ororo Munroe / Tornade et le roi du Wakanda T'Challa / Panthère noire. Elle retrouve Tornade lorsque cette dernière se lance à la tête d'une équipe d'X-Men à la recherche de proto-mutants.

## Pouvoirs, capacités et équipement
Sabra possède une force, une rapidité et une endurance surhumaines. Sa capacité de récupération et ses réflexes sont bien plus rapides que ceux d'un simple être humain. Elle utilise des disques anti-gravité lui permettant de voler et des gantelets pouvant projeter des aiguilles paralysantes. Ces aiguilles sont assez puissantes pour désorienter Hulk et le rendre muet. Ruth Bat-Seraph possède une formation de soldat et d'agent secret du Mossad.

## Famille

### Jacob Bat-Seraph
Ruth Bat-Seraph donne naissance à un petit garçon prénommé Jacob. Le père n'est pas mentionné et elle élève l'enfant seule. Ruth Bat-Seraph consacre sa vie au bien-être de son enfant. Malheureusement il décède lors d'un attentat. Des terroristes palestiniens font sauter le bus scolaire dans lequel se trouve Jacob. La perte de son fils pousse Sabra à utiliser ses capacités mutantes pour défendre son pays et en particulier ceux qui sont trop faibles pour se défendre,,.

## Versions alternatives
En 2006, le personnage est adapté à l'univers alternatif Marvel Zombies. En 2010, le scénariste Christos Gage et le dessinateur Manuel Garcia adapte le personnage dans House of M. Dans cette réalité, Sabra fait partie de la Garde Rouge qui affronte The Hood et son gang,.

## Apparitions dans d'autres médias
Le personnage devait être interprété par Shira Haas dans le film Captain America: Brave New World de Julius Onah sorti en février 2025. La présence du personnage comme agent du Mossad a provoqué plusieurs réactions et accusations de glorification de l'armée de défense d’Israël dans un contexte de crimes de guerre et d'allégations de génocide des Palestiniens, appelant au retrait pur et simple du personnage, notamment en raison de son nom qui fait écho au Massacre du camps Palestinien de Sabra en 1982 ,. 
La Walt Disney Company a choisi de faire du personnage de Sabra une agente du gouvernement américain pour mettre fin aux polémiques et aux appels au boycott du film ce qui n'a pas empêché une manifestation de se tenir lors de l'avant-première du film à Los Angeles le 12 février 2025 accusant l'entreprise américaine et l'actrice incarnant l'héroïne de « soutenir le génocide en Palestine »,,.